# Peter Rylander
Jan-Peter Rylander, född 29 augusti 1967 i Stockholm, är en svensk föreläsare, underhållare och TV-programledare.
Peter Rylander är uppvuxen i Stockholm och Uppsala och har studerat vid den idrottsinriktade Celsiusskolan. I åtta år arbetade han inom träning/wellness, och skapade konceptet Respektgympa. Under tidigt 1990-tal TV-debuterade Peter Rylander tillsammans med bland annat Adam Alsing i den då nystartade kanalen TV4, som programledare för Twist & Shout. Han undervisade under samma period på Rålambshovsskolan i Stockholm. Åren 2005–2006 var han programledare för barnprogrammet Amigo i SVT. Han har också under flera år varit verksam som publikuppvärmare för en rad TV-program som till exempel Gladiatorerna, Let's Dance och Så ska det låta. Han är numera även föreläsare och föreläser om respekt, empati och god attityd i skolor och på arbetsplatser. Dessutom är han underhållare på olika event och konferencier vid exempelvis större idrottsevenemang. Bland annat var han speaker på cheerleading-SM i Södertälje 2006 och 2007.